# Bizi
Ne doit pas être confondu avec BiZi.
Le Bizi est un terme de l'argot ivoirien nouchi, qui désigne la prostitution. Ce terme fait référence à une forme de prostitution pratiqué en majorité par des jeunes filles. Elles utilisent les réseaux sociaux pour avoir des clients. Un phénomène apparu en Côte d'Ivoire après 2010 et s'est rependu dans plusieurs pays africains dont le Burkina Faso, le Mali, le Cameroun  et au Togo.

## Terminologie
Le terme « bizi » vient du mot anglais « business », signifiant «affaire ». Il provient du nouchi, un argot ivoirien, où il désigne également l'idée de « business ». Ainsi, « gérer bizi » revient à gérer une affaire, dans ce contexte il s'agit de se prostituer, d'échanger des services sexuels contre une compensation financière,.
Le bizi, est une forme de prostitution et les femmes qui gèrent ce type d'activité sont appelées des « géreuses de bizi ».
D'autres mots entrent dans le champ lexical de bizi dont « dormant » ou « plan dormant », pour dire que la « géreuse de bizi » ou la prostituée doit dormir avec le client. Il y aussi le « manager » qui désigne celui qui se charge de trouver des clients,.

## Moyens et méthode utilisés
Les femmes qui gèrent le bizi utilisent les nouvelles technologies de l'information et de la communication, notamment les réseaux sociaux comme Facebook, WhatsApp et Telegram, pour rechercher des clients potentiels. Généralement, un « manager » ou proxénète est chargé de trouver des clients en échange d'une commission. Des groupes WhatsApp et Telegram sont créés où leurs profils, ainsi que les tarifs, sont régulièrement publiés,.
De plus, des sites web ont émergé où les femmes exerçant le bizi publient des annonces dans ce qu'elles appellent des catalogues. Elles accueillent les clients dans des résidences ou se déplacent à domicile. Le bouche-à-oreille et les recommandations personnelles contribuent également à l'acquisition de nouveaux clients.
Pour les « géreuses de bizi » bien que cela s'apparente à la prostitution, elle ne se considèrent pas comme des prostituées. Elles se différencient des prostituées classiques, notamment parce qu'elles n'exercent pas sur la voie publique et peuvent également avoir d'autres emplois. Elles le font dans une grande discrétion. Elles le définissent comme de la prostitution de luxe,.
Le bizi existe dans plusieurs pays africain dont la Côte d'Ivoire, le Burkina, le Sénégal, le Mali et le Cameroun,.

## Profil des géreuses de bizi
Les filles qui pratiquent cette forme de prostitution sont de plus en plus jeunes entre 14 et 24 ans,. Elles sont élèves, étudiantes et filles déscolarisées,.

## Dans la culture

### Cinéma
Dans le cinéma, la série intitulé Niabla, de Canal+ Afrique réalisée par Alex Ogou, parle de l'univers du bizi à Abidjan,.

### Musique
L'artiste ivoirien Shado Chris sort en 2017 le titre Bizi pour dénoncer ouvertement le phénomène bizi,,.